# Анте Єлавич
Анте Єлавич (нар. 21 серпня 1963) — хорватський політик, колишній член Президії Боснії і Герцеговини.

## Біографія
Єлавич народився 1963 року у Вргораці, Хорватія, колишня Югославія. Був членом Хорватської демократичної співдружності.
Очолював Президію з 15 червня 1999 до 14 лютого 2000 року.
22 січня 2004 року Єлавича було заарештовано в його будинку в Мостарі за звинуваченням у корупції.
4 листопада 2005 року сараєвський суд визнав Єлавича винним у перевищенні владних повноважень і зловживаннях. Його було засуджено до десяти років позбавлення волі, хоча сам Єлавич не був присутнім на засіданні суду і залишався на свободі.
Зусиллями Драгана Барбаріча вирок було скасовано, а справу направлено на повторний розгляд.